# Jesper Henke
Jesper Henke, född 23 maj 1973, är en svensk journalist verksam på Sveriges Television.
Henke har varit reporter på Västnytt där han tillsvidareanställdes 2011. År 2012 sändes nyhetsdokumentären Brottsplats Sverige gjord av Henke i samarbete med SVT:s lokalredaktioner. För Västnytt och Hallandsnytt gjorde han bland annat granskningen "Svenska ödehus - guld i österled" som sändes under 2013 och 2014. Granskningen nominerades till Guldspaden i kategorin "lokal-TV". Granskningen blev också ett reportage i Uppdrag granskning.
Från 2017 gjorde han flera reportage för Uppdrag gransknings serie "Kommungranskarna", bland annat från Sigtuna, Haparanda, Västervik och Botkyrka. 
I december 2021 producerade Henke det första av flera dokumentärserier i formatet två gånger 60 minuter; "Partiledare av Guds nåde" handlade om den forne partiledare för Kristdemokraterna, Alf Svensson. I januari 2023 publicerades ett program om tidningsdrottningen Amelia Adamo, "Le och Leverera". Och den 16 februari 2025 lades den första delen av "Följ inte dina drömmar" om den norska hotellmagnaten Petter Stordalen ut på SVT Play.